# Svebere
Sveberne var germanere, der boede mellem Elben og Oder. Floden Oder hed Suevus på latin og Συήβος på græsk og østersøen hed Mare Suebicum. Ordet sveber stammer formentlig fra proto-germansk *swēbaz, som betyder sit eget folk På kortet ses ordet Suebi en gang til ved Romerrigets grænse. Der bor svaberne (tysk: Schwaben, mennesker fra Württemberg) i dag. Bemærk forskellen mellem sveber og svaber.
Nogle svebere forblev en periodevis trussel mod romerne langs floden Rhinen indtil slutningen af Romerrigets eksistens. Sammen med en anden germansk folkegruppe, alamannerne, overfaldt og ødelagde sveberne romerske fæstninger og okkuperede Alsace (i dagens Frankrig ved den tyske grænse), og derfra mod Bavaria (Bayern) og Schweiz. Omkring 150 e.Kr. forsvinder navnet fra kilderne, men dukker så op igen under folkevandringstiden. Sveberne krydsede Rhinen i 406 sammen med alanerne og vandalerne. Med undtagelse af en lomme i Schwaben, som de har givet navn til, invaderede de Gallien og videre til Hispania hvor de grundlagde et kongerige i Gallæcien. Dette rige blev til sidst knust af visigoterne i 585. Navnet forsvandt, da folket blev assimileret i den øvrige befolkning.
Sveberknuden var kendetegn på en fri sveber. Der er fundet en sveberknude i Østerby (ved Egernførde).

## Etymologi
Svebere (suebi eller suevi, fra urgermansk *swēbaz baseret på en urgermansk rod *swē- i betydningen "ens egen" i form af folk, slægt, fra den indoeuropæiske rod *swe-, tredje person refleksivt pronomen) blev først nævnt af Julius Cæsar i forbindelse med Ariovistus' hærtogt ca. år 58 f.Kr.

### I norrøn mytologi
Svebernes navn går også igen i norrøn mytologi og i de tidligste norrøne kilder. Det tidligste vidnesbyrd er det urnordiske navn Swabaharjaz (“svebersk kriger”) på runestenen Rö i det tidligere norske område Båhuslen (nu Bohuslän i Sverige) og i stednavnet Svogerslev. Sváfa, hvis navn betyder "svebersk" var en valkyrie som optræder i Edda-digtet Kvadet om Helge Hjorvardsson (Helgakviða Hjörvarðssonar). Kongedømmet "Sváfaland" nævnes i dette kvad og i Tidreks saga (Þiðrekssaga).

## Tidlig historie

### Klassificering i de klassiske kilder
Svebere i de klassiske kilder bliver brugt i to forskellige meninger: den bestemte stamme i Julius Cæsars hærtogt, "opholder sig ved (floden) Main", og "hovedsagelig, dækker et stort antal stammer i det centrale Germanien" Det brede syn er udtrykt i værket Germania af den romerske historikeren Tacitus, en grundlæggende skriftlig kilde om sveberne. Dette værk slår fast at:
"Vi må nu tale om sveberne, som i modsætning til chatti eller tencteri ikke udgør en enkeltstående nation. Faktisk okkuperer de mere end halvdelen af Germania, og de er delt i et antal adskilte stammer under forskellige navne, skønt alle sædvanligvis bliver kaldt for svebere."
Sveberne bestod af semnonerne, som er "de ældste og ædleste af sveberne", langobardere, de syv stammer i Jylland og Holsten: reudigni, avionene, anglii (anglerne), varini (varinere), eudosere (jyder), suarini, nuitonere; hermundui (hermundurer) ved Elben; tre langs Donau: naristi (variskere), marcomanni (markomannere), quadi; marsigni og buri. Der efter er der en bjergkæde og uden for denne i afløbsområdet for Wisła fem stammer fra lugii med harii, helveconere (hillevionene?), manimi, helsii og naharvali; gotere, rugii (rugier/rugere), lemovii langs det baltiske hav (Østersøen); alle svebenes stammer, lokaliserede på halvøen Skandinavien; og til sidst også de ikke-germanske aestii, og sitonerne, uden for aestii langs Baltikum "fortsætte med sveberne". Der efter siger Tacitus: "Her slutter Svebia".
Der er dog givet få holdepunkter for identiteten af sveberne. De kan være identificerede ved deres tradition med at binde en svebersk hårknude som "skiller en fri mand fra en slave", med andre ord en form for markering af social rang. Det samme afsnit slår fast, at høvdingene "brugte en mere udsøgt stil".
Et andet kriterium for være en sveber er at bo i området "Svebia". Dette landområde strækker sig ud over der hvor man taler germansk. Det er ikke bare det, at sveberne er alle stammerne i centrale Germania eller selv en blok af stammer, som deler samme sprog og vaner: "det er klart, at det er ingen monolitisk (ensartet) ‘svebersk’ gruppe, men en række stammer, der deler nogle vaner (eksempelvis krigergrave), men de kan også være meget forskellige." Tacitus’ beskrivelse af Svebia omfatter hele kysten omkring Østersøen, medregnet dem med stammer som sitonere, som må have opholdt sig der, hvor Finland ligger nu, og som talte finsk-ugriske sprog, og der har ikke været en ændring af disse sprog siden antikken. På sydkysten af Østersøen befandt sig aestii i området for nutidens baltiske sprog, og som er lige så gamle sprog som germansk.
Et tredje kriterium er at dele navnet sveber som er "virkelig ægte og gammelt". Øjensynlig er navnet således fleretnisk og multikulturelt, men der er grund til at påstå, at den oprindelige gruppe af germansk sprogede var de, som blev kaldt for svebere og som for en tid ved erobring eller kolonisering dominerede de finsk-ugriske folk og balterne. Hovedstammen af sveberne var semnonerne – og deres navn betyder svebere.

### Maurers kulturkredse
Friedrich Maurer baserede arkæologiske og litterære analyser af germanske stammer på forskning som tidligere var blevet gjort af Gustaf Kossinna og sit eget lingvistiske arbejde med isogloss. Han delte germanerne fra første århundrede f.Kr. til fjerde århundrede e.Kr. i fem kulturkredse eller kulturgrupper: de nordlige, Oder-Vistula, Elben, Weser-Rhinen og Nordsø-germanerne. Herminonerne bestod af svebere (i smal forstand), hermunduri og andre var gruppen ved Elben. De var stamfædre til dagens moderne højtysk. Disse fem grupper dannede sig i den romerske jernalder en gang efter 800 f.Kr.
Maurer tilegner urgermansk til den nordiske bronzealder som han daterer til 1.200-800 f.Kr. i henhold den information som var tilgængelig for ham. Datoerne har ændret sig noget og en førromersk jernalder er siden blevet udskilt som en del forskere har tildelt et ursprog. Det strakte sig over en grov triangel med vertikaler i sydlige Skandinavien, mundingen af floden Rhinen og mundingen af Wisła. Faktisk var Østersøen kendt af romerne som Mare Suebicum, et navn som uden tvivl henviser til beboelse af svebere, da de bosatte sig på kysterne og sandsynligvis var fælles med suionene / svearne
Sveberne udvandrede efterhånden syd og vest over for at opholde sig for en til i Rhinlandet i nutidens Tyskland, hvor deres navn har overlevet i den historiske region som Schwaben ("Svabia"). Sveberne under Ariovist blev inviterede til Gallien af sequani, men kom snart til at dominere disse og blev til sidst besejrede af Julius Cæsar i år 58 f.Kr.

### Julius Cæsars svebere
De svebere som nævnes i Julius Cæsars Commentarii de Bello Gallico (Kommentarer til gallerkrigen eller bare Gallerkrigen) levede i 100 distrikter af opdyrket agerland, hvor hvert område var selvstændigt, udstykning af gårde til individer for at bruge det op til et år. De var klædte i dyreskind, badede i floder og drak ikke vin. De tillod kun handel for at slippe af med krigsbytte og havde ellers ingenting at handle med.
De stod til militær disposition, indkaldte årlig 1000 mand fra hvert distrikt for militærtjeneste i et år. Med disse tropper hærgede de ofte i Gallien på den anden side af Rhinen, således involverede Galliens beskytter, den romerske republik, hvis repræsentant i området er en af dets største generaler, Julius Cæsar. Ved at de ikke havde en centralregering og ingen respekt for autoriteter, støttede de sig på tjenestene hos krigshøvdinge som under folkevandringstiden blev svebernes konger.
Angående deres lokalitet var de naboer til cherusci. Det placerer dem ved floden Rhinen og midten af floden Elben. Deres inderste tilflugtssted er Silva Bacenis ("Bøgeskoven") som flere forfattere antager må være Thüringer Wald, bjeerområdet Harzen og Schwarzwald, eller en kombination af disse. I gamle tider var Tyskland dækket af skov og disse tre skovområder var omtrent sammenhængende. De kunne ikke have jordbrug i skovområderne, hvilket betyder, at disse steder var sydenden af floden Main og de øvrige områder af floden Elben som eneste muligheder.

### Dio Cassius’ svebere
Dio Cassius, som selv om han var en romer skrev på klassisk græsk, begyndte sine optegnelser om sveberne med Julius Cæsars korte ophold på den anden side af Rhinen i år 55 f.Kr. Hos Dio Cassius er det sugambrierne, som trækker sig tilbage til sine befæstningssteder, men Cæsar hører, at sveberne samler hæren for at komme dem til hjælp, og han trækker sig tilbage.
En generation senere i eller længe før 29 f.Kr. krydser sveberne Rhinen blot for at blive besejrede af Gaius Carrinas som sammen med den unge Octavian Cæsar fejrede en triumf i år 29 f.v.t. Kort tid efter dukker de op og sloges som gladiatorer mod en gruppe fra Dacia under en romersk religiøs fest. Dio Cassius skriver, at de "opholdt sig over Rhinen (skønt mange byer andre steder gør hævd på deres navn)" og at de blev kaldt for keltere. Tidligere havde han forklaret at "...begge folk var meget gamle og opholdt sig på begge sider og blev kaldt for keltere".
I 9 f.Kr., krydsede Nero Claudius Drusus som konsul Rhinen og fortsatte mod germanerne ved at starte med chattiene. Han krydsede landet "så langt bort som til sveberne" og der efter angreb cherusciene nord for sveberne. Her nåede han Elben. Der er ingen bevis hos Dio Cassius på, at han underkuede sveberne. Som Julius Cæsar trak han sig tilbage til Rhinen efter kort tid, men "døde på vejen af en form for sygdom" med ulvene løbende tudende omkring lejren

### Florus’ svebere
Den romerske historikeren Florus rapporterede, at cheruskerne, sveberne og sugambrerne dannede en alliance ved at korsfæste 20 romerske centurioner, men Nero Claudius Drusus besejrede dem, konfiskerede deres krigsbytte og solgte dem som slaver. Antagelig blev kun krigere solgt, efter som sveberne fortsatte med at optræde i de antikke kilder.

### Strabos svebere
Den græske historiker og geograf Strabo i Bog IV i sit værk Geogrfi fortalte om soēboi at de levede "bortenfor hele dette flodland" (Rhinlandet) og "overgår alle andre i magt og antal". Han placerer dem også i nærheden af Herkynischer Wald, en gammel og tæt skov, som strakte sig øst over fra floden Rhinen og tværs over sydlige Tyskland som i ordene til den engelske historikeren Edward Gibbon "overskygget størstedelen af Tyskland og Polen". I Bog VII knytter han alle stammerne mellem over Rhinen, Donau og Elben til soēboi: stammerne coldui, medregnet dem i Böhmen hvor markomannerne holdt til, lugii, zumi, butonene, mugilonene, sibini og semnonene som var "en store stamme av sveberne selv". Nogen af disse stammer var "inde i skoven"” og nogen "uden for den".
Dette afsnit er det første med skelnen mellem snævre og brede begreb af svebere, men bred er ikke så bred som hos Tacitus: "stammen til sveberne... strakte sig fra Rhenus (Rhinen) til Albis (Elben); og en del af dem var også på den modsatte siden af Albis, som for eksempel hermondori og langobardere". De sidste blev fremstillede som omstrejfere, som levede i små, midlertidige hytter og fragtede sine ejendele i vogne og levede "af deres flokke".

### Plinius den ældres svebere
Plinius den ældre skrev en nu tabt Historie om de germanske krigene, og af den følge havde han lidet at sige om germanerne i Naturalis Historia, men efter som det meste af hans militære tjeneste var langs den germanske grænse, var han sandsynligvis en autoritet, og det er antaget, at han var kilde for Tacitus, skønt den sidste opgiver ikke nøjagtigt hvad, som kommer fra Plinius den ældre. Plinius deler germanerne i fem genera ("typer"), der iblant hermionere (irminonere) som består af gentes ("stammer") af svebere, hermunduri, chatti og cheruskere. I hans øvrige tekst er de bare spredt nævnt.

### Ptolemaios’ svebere
Den græske geograf Klaudios Ptolemaios har også to meninger af begrebet sveber i sin omfattende optegnelse af Stor-Germania
‘Sveber-langobardere’ er lokaliserede nord for sugambrere som er ved Rhinen, et sted vest for Strabos, måske kilden til Strabos omstrejfere i vogne. Øst for langobarderne, muligvis de samme eller forbundet med ‘sveber-langobardere’, er ‘sveber-anglere’, men disse er indlands i syd, og strækker sig så langt nord som på midten af Elben, opstrøms fra chaukere, en senere gruppe som blev saksere. Mod øst er sveber-semnonnerne mellem Elben og en mystisk, ukendt flod, Suevus, som åbenbart er navngivet efter dem, og som udmunder ud i Østersøen mellem Oder og Elben. Og til sidst er det en stamme som bliver kaldt for kun svebere og som findes ved Rhinen øst for floden Ems, omtrent der hvor Svebia (Schwaben) senere blev lokaliseret.
Selv om Ptolemaios giver koordinater for floder, byer og bjerge er han upræcis med at placere folk og grupper, en del er faktisk gentaget med anderledes stavemåde. Han efterlader læseren at gætte hvilken by, som skal knyttes til hvilket folk. Hans liste på omkring 94 byer gør det åbenbart, at Tacitus’ beretning om germanerne som kun landsens folk ikke er helt nøjagtig, selv om det måske var hovedtrækkene.
overs

### Lucanus’ svebere
Den romerske forfatter Marcus Annæus Lucanus fortæller både om svebernes sted og optræden "...forlod Elbens og Rhinens uerobrede hoved løst fra længere nord de blonde (flavi) svebere; ...kun hen imod borgerkrig". Dette sted placerer sveberne i smal betydning og varierer Tacitus’ tema som hævdede, at alle germanere var udelukkende rødhårede.

## Folkevandringstiden
Nært beslægtet med alamannerne og ofte i samarbejde med dem forblev sveberne på den højre side af Rhinen indtil stammen den 31. december 406, slog sig sammen med vandalerne og alanerne brød gennem de romerske befæstninger ved Mainz krydsede Rhinen og således indledte en invasion af den romerske provins Gallien.
Dele af sveberne, de nordlige svebere, blev nævnt i 569 under merovingernes kong Sigibert 1. i de områder, som nu er Sachsen-Anhalt. I sammenhæng med sveberne blev saksere og langobardere, som kom tilbage fra den italiske halvø i 573 også nævnt.
Da vandalerne og alanerne støtte sammen med de romerske allierede frankerne i kampen om herredømmet i Gallien, drog sveberne under deres konge Hermeric syd over, krydsede Pyrenæerne og drog ind i den iberiske halvø, som romerne ikke længere styrede efter oprøret ved Gerontius og Maximus i 409.

## Kongedømme i Gallæcien
Sveberne passerede gennem det baskiske område før de slog sig ned i den romerske provins Gallæcien i det nordvestlige Hispania, sværgede troskab til kejser Honorius og blev accepterede som foederati, allierede, og givet tilladelse til at slå sig ned under deres eget selvstyre og love. Samtidig med den selvstyrende provins Britannia blev svebernes kongedømme i Gallæcien det første kongedømme inden for Romerriget. Sveberske Gallæcien var også det første kongedømme løsrevet fra Romerriget, som begyndte at præge mønter, hvilket tidligere var en del af romersk system og infrastruktur.
Svebernes kongedømme i Gallæcien og nordlige Lusitania blev etableret i 410 og varede til 484 efter et århundrede i langsom nedgang. Kongedømmet var mindre end det østgotiske kongedømme, Italien og det visigotiske kongedømme i Hispania, og fik aldrig stor politisk betydning. Efter svebernes kongedømme var erobret af visigoterne i 585, omtalte Braulio af Zaragoza (590 – 651) regionen som "på kanten i vest er det et uuddannet landområde, hvor man ikke hører andet end lyden af stormene".

### Bosætning og integrering
De germanske indtrængere bosatte sig hovedsagelig i områderne Braga (Bracara Augusta), Porto (Portus Cale), Lugo (Lucus Augusta) og Astorga (Asturica Augusta). Bracara Augusta, den moderne by Braga og tidligere hovedstad i romerske Gallæcien blev hovedstad for sveberne. Buri, en anden germansk stamme, der var fulgt med sveberne, bosatte sig i Gallæcien i området mellem floderne Cávado og Homem i Terras de Bouro ("Burienes land").
Da sveberne hurtig gik over til at tale det lokale spansk-romerske sprog, er der få spor af deres germanske sprog. Nogen påvirkninger af den galiciske sprog og portugisiske sprog er alligevel sket, som lawerka på portugisisk og laverca på galicisk, som er synonymt for cotovia = moro og leven.

### Hedensk kongedømme
I årene 416 til 418 førte visigoterne, som allierede af den romerske kejser, krig mod vandalerne og alanerne i Hispania. Da visigoterne til sidst forlod halvøen for at bosætte sig i Aquitanien, efterlod de disse to folkegrupper stærkt reducerede, men forenede under den fælles konge Gunderik. Gunderik forsøgte at undertvinge sig sveberne, men dette mislykkedes efter romersk indgriben. I 429 krydsede vandalerne over til Afrika og efterlod sveberne som eneste germanske folkegruppe i Spanien.
I 438 ratificerede Hermeric en fred med den lokale spansk-romerske befolkning og gik af som konge til fordel for sin søn Rechila.
Rechila indledte en ny ekspansionspolitik. Vestromerriget, på denne tid styret af generalen Aëtius, var optaget på andre fronter, hvilket skabte et magtvakuum i Hispania, som sveberne udnyttede til at udvide sit herredømme. Da det var størst, strakte det svebiske kongerige sig til Mérida og Sevilla.
I 448 døde Rechila, og hans søn Rechiarius blev konge. Sidstnævnte havde konverteret til katolik en gang omkring 447. I 456 døde han efter at være blevet besejret af den visigotiske konge Teoderik og svebernes storhed begyndte at falme. Svebernes kongerige blev et hjørne i det fjerntligende nordvest og politisk blev kongedømmet delt langs floden Minius (Minho eller Miño) med to forskellige konger.
Sveberne forblev stort set hedenske og deres tillæg priscillianisme indtil en ariansk missionær ved navn Alex, sendt af den vestgotiske konge Teoderik efter sigende på forespørgsel af den sveberske konge Remismund i 466 for at konvertere dem. Således blev den arianske kirke etableret, som kom til dominere befolkningens tro indtil, de på ny konverterede til katolicismen i 560'erne.

### Konvertering til katolicismen
Svebernes konvertering til katolicismen bliver præsenteret ret forskelligt i de oprindelige optegnelser. Den eneste samtidige optegnelsen, referaterne fra det første kirkemøde i Braga, som kom sammen den 1. maj 561, udtaler udtrykkeligt, at kirkemødet blev holdt på ordre fra en konge ved navn Ariamir. Mens man ikke tvivler på dennes katolicisme, ved man ikke, om han var den første katolske konge, efter som Rechiarius blev modarbejdet, fordi han ikke udtrykkeligt slog fast, at han var det. Han var derimod den første til at holde et katolsk kirkemøde. Historia Suevorum af historikeren og kirkefaderen Isidor af Sevilla fortæller, at en konge ved navn Teodemar fik sit folk konverteret fra arianismen ved hjælp af missionæren Martin af Dumio
I henhold til den frankiske historiker Gregor af Tours på den anden side var det en ellers ukendt hersker ved navn Cararic, som havde hørt om Martin af Tours og lovede at acceptere helgenens tro om hans søn blev kureret for spedalskhed. Ved hjælp af relikvier og forbøn fra Sankt Martin blev sønnen helbredt, og Cararic og hele den kongelige familie og husholdning konverterede til katolicismen.
Endelig blev svebernes konvertering tilskrevet, ikke til en sveber, men til en vestgoter ved Johannes af Biclaro, som konverterede dem samtidig med goterne, hvilket skete under den vestgotiske konge Reccared 1. i 587–589.
De fleste forskere har forsøgt at forene disse modstridende informationer. Det er blevet påstået, at Cararic og Teodemir må have været efterfølgere til Ariamir, efter som denne var den første sveberske monark, som ophævede forbuddet mod katolske kirkemøder. Isidor har derfor blandet sin kronologi. Reinhart foreslår, at Cararic blev konverteret først via Sankt Martins relikvier, og at Teodemir blev konvertert senere ved prædikerne af Martin af Dumio. Dahn identificerer Cararic med Teodemir og går så langt som at sige, at den sidste var det navn, som den første tog ved dåben. Det er også blevet foreslået, at Teodemir og Ariamir var samme person og søn af Cararic. Enkelte historikere hævder, at navnet Cararic er ikke noget andet end en trykfejl fra Gregor af Tours og har aldrig eksisteret Endelig mener Ferreiro, at svebernes konvertering var progressiv og gradvis, og at Cararics offentlige konvertering kun var en følge, da forbuddet mod katolske kirkemøder blev fjernet under regimet ved hans efterfølger, som kan have været Ariamir. Toedemir var ansvarlig for, at arianere blev forfulgte for at fjerne deres kætteri.

### Kongedømmets sene tid
I 569 indkaldte Teodemir Det første kirkemøde i Lugo, som handlede om arianismen, hvor kirkemødet i Braga i 561 havde behandlet priscillianismen.
I 570 gjorde den arianske konge af vestgoterne, Liuvigild, det første militære angreb på sveberne. Mellem 572 og 574 invaderede Liuvigild og hans hær dalen ved floden Douro og pressede sveberne nord over. I 575 indgik den sveberske konge Miro en fredsaftale med Liuvigild, men i 583 støttede han oprøret ved den gotiske og katolske prins Hermenegild og blev selv afsat. Svebernes kongedømme kunne ikke overleve Liuvigilds pres. Først blev kong Andeca besejret i 585 og der efter kong Malarik, og det sveberske kongedømme blev udslettet. Den svebiske befolkning gik op i den øvrige lokale befolkning.

### Liste over svebiske konger i Gallæcien
- Hermeric, ca. 409-438
- Heremigarius, 427-429, leder i Lusitania
- Rechila, 438-448
- Rechiar, 448-456
- Aioulf, 456-457, udlænding, muligvis udpeget af vestgoterne
- Maldras, 456-460, i opposition til Framta efter 457
- Framta, 457, i opposition til Maldras
- Richimund, 457-464, efterfølger af Framta, ikke tituleret rex
- Frumar, 460-464, efterfølger af Maldras, ikke tituleret rex
- Remismund, 464-469, efterfølger af Frumar, forenede sveberne
- Periode af uklarhed
  - Hermeneric fl. ca. 485
  - Veremund fl. 485
  - Theodemund fl. 500-tallet
- Chararic, efter ca. 550-558/559, hans eksistens er blevet betvivlet
- Ariamir, 558/559-561/566
- Theodemar, 561/566-570
- Miro, 570-583
- Eboric, 583-584, afsat og sat i kloster af Andeca
- Andeca, 584-585, afsat og sat i kloster af Liuvigild
- Malaric, 585, satte sig op mod Liuvigild og blev besejret

## Sveberstammer
- Langobarder
- Hermundurer
- Markomanner
- Semnoner
- Alemanner